# Clavulina ingrata
Clavulina ingrata é uma espécie de fungo pertencente à família Clavulinaceae.